# 走化性

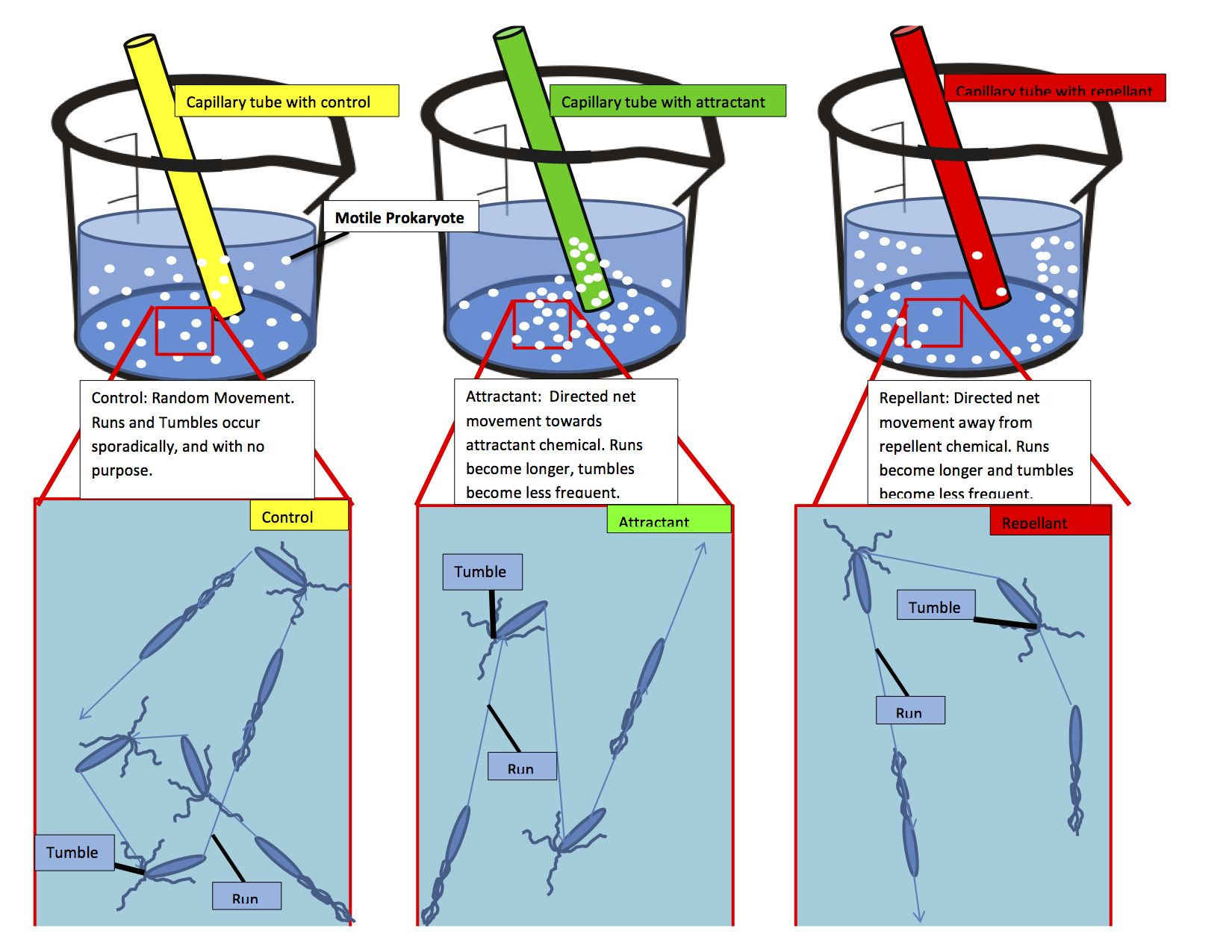
毛細管アッセイによる走化性の測定。運動性の原核生物は、環境中の化学物質を感知し、それに応じて運動性を変化させる。化学物質がない場合、運動は完全にランダムである。誘引物質や忌避物質が存在すると、直進は長くなり、方向転換（タンブル）の頻度は低くなる。その結果、化学物質に向かう、あるいは化学物質から離れる（つまり、化学物質の濃度勾配が上下する）正味の動きが生じる。この正味の動きはビーカーの中で見ることができる。(左)化学物質がない場合を比較対象とし、(中)細菌は誘引物質の発生源の周りに集まり、(右)忌避物質の発生源からは離れる。

走化性（そうかせい、英:chemotaxis）とは、生物体（単一の細胞や多細胞の生物体を問わず、細胞や細菌など）の周囲に存在する特定の化学物質の濃度勾配に対して方向性を持った行動を起こす現象のことであり、化学走性（かがくそうせい）ともいう。 この現象はたとえば細菌がブドウ糖のような栄養分子の濃度勾配のもっとも大きな方向に向かって移動するために、あるいはフェノールのような毒性物質から逃げるために重要である。多細胞生物でも走化性は通常の生命活動においてだけでなく、その生命の初期（たとえば受精の際の精子の卵への運動）やそれに続く諸段階（神経細胞やリンパ球の遊走など）にも必須の性質である。しかしがんの転移では、動物の走化性を起こす機構がくずれることもわかっている。
対象となる化学物質の濃度勾配に対し、それが高い方向へ運動することを「正の走化性」とよび、その逆への運動は「負の走化性」とよばれる。

## 走化性研究の歴史

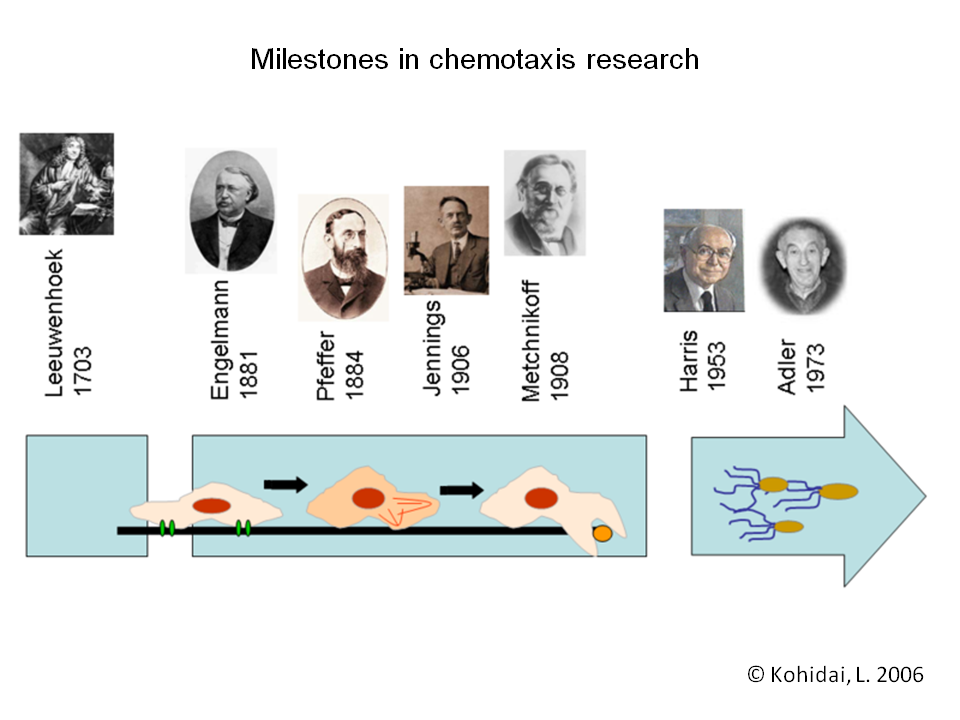
走化性研究の歴史

好中球は人体の細菌感染に対する最初の防御線である。切り傷や擦り傷が生じると、好中球は付近の血管から外に出て細菌が産生する化学物質を認識し、その「においの方向」へと遊走する。この好中球はある種の細菌が産生するペプチド鎖FMLP（Ｎホルミルメチオニルロイシルフェニルアラニン）の濃度勾配にしたがって並んでいたのである。細胞遊走はすでに顕微鏡が発明された当初から知られていた（レーウェンフック）が、最初の学術的な記述は細菌についてT.W.エンゲルマン(en:Theodor Wilhelm Engelmann)（1881）およびW.F.プフェファー(en:Wilhelm Pfeffer)（1884）に、繊毛虫についてH.S.イェニングス(en:Herbert Spencer Jennings) （1906）によって行われた。ノーベル医学・生理学賞を受賞したメチニコフも、（受賞研究である）食作用の最初の段階としての走化性について研究を行い、この分野に貢献している。 1930年代には生物学や臨床病理学において、走化性の重要性が広く受け入れられるようになった。 この現象に関する基本的な定義のほとんどもこの時期に作られている。走化性分析法（ケモタクシスアッセイ）の質的管理の上で最も重要な部分は、1950年代にヘンリー・ハリスによって記述された。1960年代および70年代には細胞生物学と生化学で革命的発展があり、さまざまな新しい技術によって走化性応答細胞の遊走の様子や、その際走化性活動にかかわる細胞よりも小さなレベルの部分まで研究が可能となった。ジュリアス・アドラーの先駆的業績に、走化性にかかわる細菌の細胞内シグナル伝達過程全体を理解する上での重要な転機が描かれている。
2006年11月3日にケンブリッジ大学のデニス・ブレイ（en:Dennis Bray）は大腸菌の走化性に関する研究でマイクロソフト賞（en:Microsoft Award）を受賞している。

## 誘引物質と忌避物質

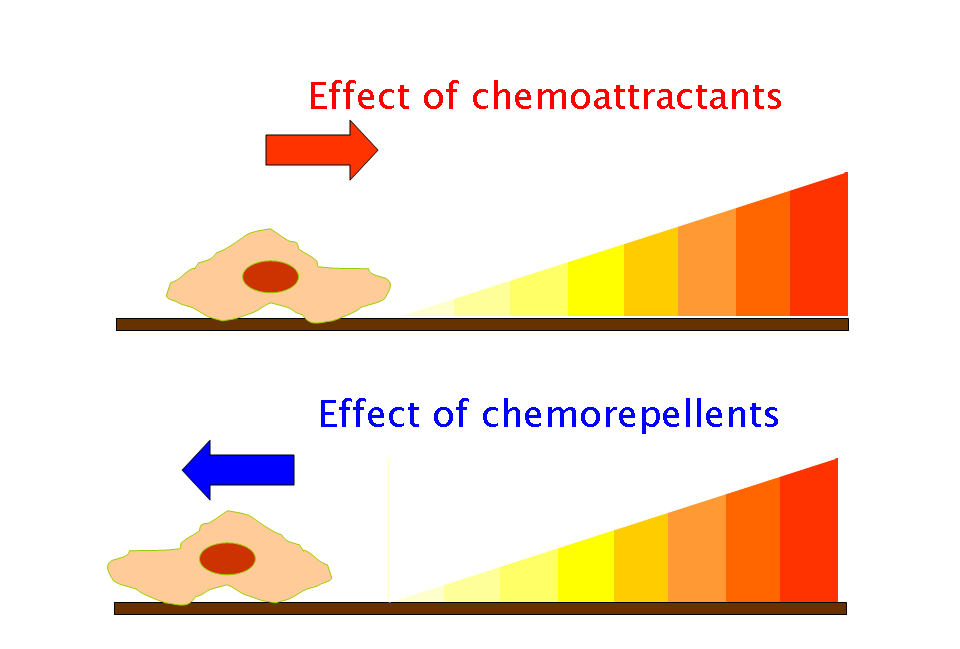
化学誘引物質（上段）・忌避物質（下段）の効果。色のグラデーションは濃度勾配を表している（以下の図でも同様）

化学誘引物質（Chemoattractant, 化学遊走物質とも）および化学忌避物質（Chemorepellent）は、運動性の細胞にそれぞれ正または負の走化性を引き起こす効果を持った無機物あるいは有機物である。化学誘引物質の効果は既知あるいは未知の走化性受容体を通して発現するが、あるリガンドが化学誘引物質の側面を持つかどうかは標的細胞に対して特異的であり、濃度依存的である。もっともよく研究されている化学誘引物質はホルミルペプチドとケモカインである。化学忌避物質への反応は体軸性の泳動となって現れるが、これは細菌の基本的な運動現象と考えられている。化学忌避物質として最もよく研究されているのは無機塩類、アミノ酸およびケモカインである。

## 細菌の走化性
大腸菌のようなある種のバクテリアには鞭毛が（一般には一細胞あたり4-10個）ある。この鞭毛は二通りの回転を行う：
1. 反時計回転を行うと鞭毛は一まとまりとなり、細菌は直線的に泳ぐことが可能となる。
2. 時計回転では鞭毛の束がばらけて各鞭毛がばらばらの方向を向き、その結果細菌はその場でランダムな方向転換（タンブル）をする。

　※　ここでの回転の向きは、細胞の外部から鞭毛を見た場合のそれである

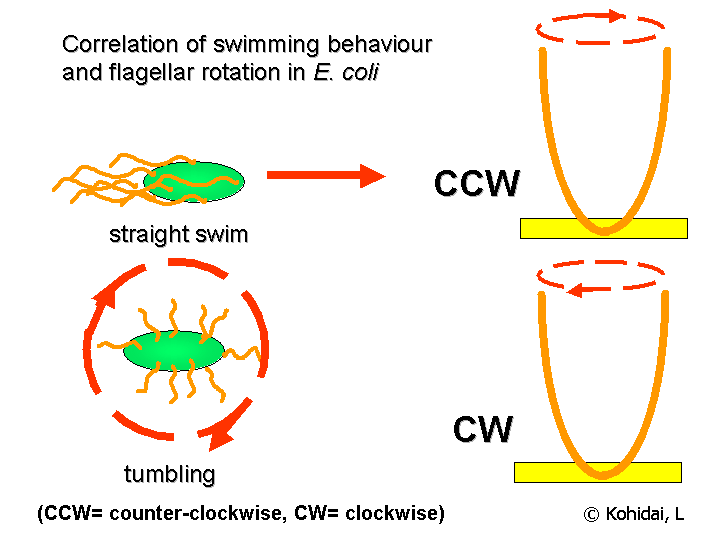
大腸菌の泳ぎ行動と鞭毛の回転の相関（CCW：反時計回転、CW：時計回転）

### 行動
細菌の運動はすべてタンブルと泳ぎの相が交互に組み合わさった結果である。ある決まった環境の下で細菌の泳ぎを観察すると、比較的まっすぐな泳ぎがランダムな方向転換（タンブル）で中断される、というランダムウォークのような運動をしているのがわかる。大腸菌のような細菌は泳ぎの方向を自ら決めることはできず、回転の拡散のために数秒程度しかまっすぐに泳ぐこともできない。細菌は自分の進む方向を忘れてしまう、といってもよい。このような制約を受けているものの、細菌は誘引物質（普通は食物）の濃度が高い好ましい方向を見つけたり、忌避物質（普通は毒物）から逃げるために自分の運動を決めることができることは重要である。
化学濃度勾配の存在下で細菌は走化性、つまり濃度勾配に基づいた向きへの運動をおこなう。細菌が自分の運動の向きを正しい（誘引物質に向かっている、または忌避物質から逃げいている）と感じると、タンブル運動に転ずるまでの直線的な泳ぎをより長く続ける。逆に間違っているときは、より早くタンブルに転じてランダムに新たな方向をさがす。つまり大腸菌などの細菌は、自らの生命がよい状況下にあるか危機にさらされているかを決定するためのとっさの判断を行う。こうして誘引物質の濃度が最も高い場所（普通はその物質そのもの）を手際よく見つけるのである。その物質の濃度が非常に高い場合でも、ごく小さな差異を弁別することが可能である。この能力は忌避物質から逃げる場合にも同じ効果をあげる。
この目的性を持ったランダムウォーク（バイアス-ランダムウォーク）が二つのランダムな運動、タンブルと直線的な泳ぎのどちらかを選択しただけによる結果だということは、注目すべきことのように思われる。実際方向を「忘れ」たり運動を「決定」するという走化性の反応は、より高次な生命体の感覚情報を持った脳が意思決定能力を持っているのと似ている。
このような運動が起こるためには、一つ一つの鞭毛フィラメントのらせん状の性質が重要である。鞭毛フィラメントを形成するタンパクであるフラジェリンは、そのものが非常にらせん菌に似ている。このよく保存されたフラジェリンタンパクを認識するようにデザインされた免疫受容体（TLR5）を脊椎動物は持っており、これをうまく利用しているといえる。
生物学の多くの例と同様、細菌にもこの法則に従わないものはある。ビブリオ属など多くの細菌は一本の鞭毛を持ち（単鞭毛）、これが細胞の一方の極にあって、その走化性運動の仕方は風変わりである。単鞭毛は細胞壁の内部にあり、細胞全体を回転させて運動する。その形はコルク栓抜きのようである。

### シグナル伝達

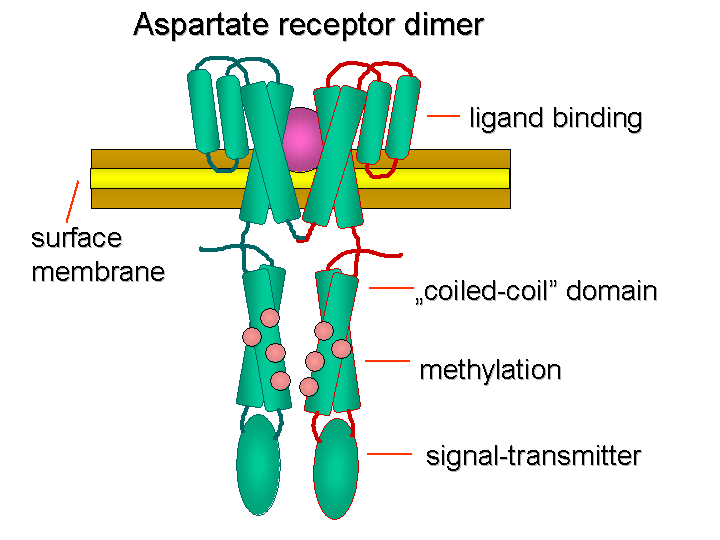
アスパラギン酸走化性受容体のドメイン構造。ligand binding：リガンド結合部、surface membrane：外膜、coiled-coil domain：コイルドコイルドメイン、methylation：メチル化、signal-transmitter：シグナル伝達部

化学物質の濃度勾配を検知するのは種々の膜貫通型受容体でメチル基受容走化性タンパク質（methyl-accepting chemotaxis proteins, MCPs）と呼ばれ、探知する分子ごとに異なっている。大腸菌では、MCPはアスパラギン酸受容体 (Tar)、セリン受容体（Tsr）、リボース/ガラクトース受容体（Trg）、ジペプチド受容体（Tap）の4種類である。この受容体は誘引物質や忌避物質と直接間接に結合し、細胞膜周囲腔（グラム陰性菌の細胞膜と外膜の間、グラム陽性菌ではそれに該当する区域）のタンパク質と相互反応する。これら受容体からのシグナルは細胞膜を経由して細胞質内に伝達され、Cheタンパクが活性化される。Cheタンパクはタンブルの頻度と受容体の変化を起こす。

#### 鞭毛の制御
CheWタンパクおよびCheAタンパクは受容体に結合している。外部刺激による受容体の活性化は、ヒスチジンキナーゼであるCheAの高度に保存された1ヒスチジン残基を自己リン酸化する。CheAは続いてリン酸基を応答調節因子のCheBおよびCheYに保存されたアスパラギン酸残基へと転移する（CheAはヒスチジンキナーゼであってリン酸基をアクティブに転移するわけではなく、応答調節因子CheBがリン酸基をCheAから奪うかたちである）。このシグナル伝達の機構は二成分制御系（two-component regulatory system）と呼ばれ、細菌におけるシグナル伝達の一般的な形態である。CheYタンパクは鞭毛のスイッチタンパクであるFliMと相互反応して、鞭毛の回転を反時計回転から時計回転へと変えることでタンブルを誘導する。一つの鞭毛の回転状態が変わることで鞭毛全体の束が乱れ、タンブルが起きるのである。

#### 受容体の制御

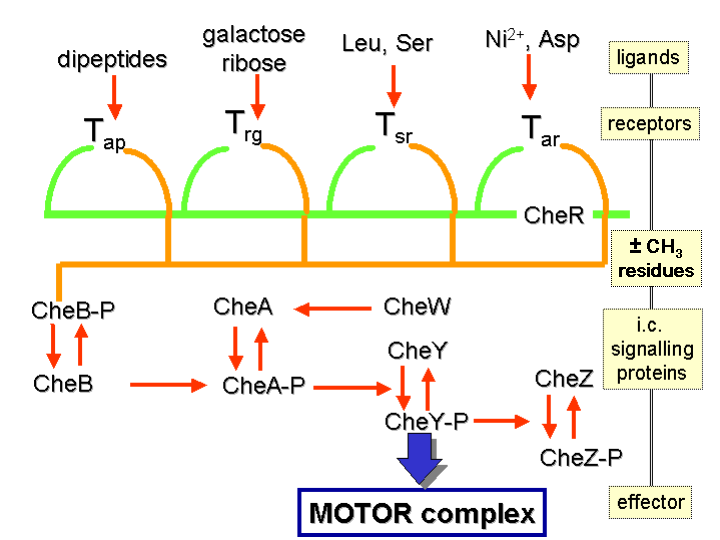
大腸菌のシグナル経路

CheBタンパクはCheAに活性化されると脱メチル化酵素として働き、受容体の細胞質側にあるグルタミン酸残基を脱メチル化する。一方CheBと拮抗的に働くCheRはメチル基転移酵素で、同じグルタミン酸残基をメチル化する働きがある。受容体のメチル化されるグルタミン酸残基が多くなるほど、受容体の感受性は低下する。受容体からのシグナルがフィードバック回路として受容体の脱メチル化を起こすので、この制御系はつねに環境中の化学物質濃度に対して補正を行って、高濃度下の環境でもわずかな変化に対する感受性を保つことができる。この制御系のおかげで細菌は少しだけ、数秒だけ前の物質の濃度を「記憶し」て現在のそれと比較することができ、濃度勾配に対して遡るか下るかを「判断する」ことができるのである。 このメチル化の機構は、細菌が物質の濃度に対して持つ広範囲の感受性を説明できるが、ある条件下で感受性の絶対値が増加する点は別の機構による説明が必要である。リン酸化型CheY（CheY-P）に対するモーターの超感受性応答と受容体のクラスター化がある。

## 真核生物の走化性

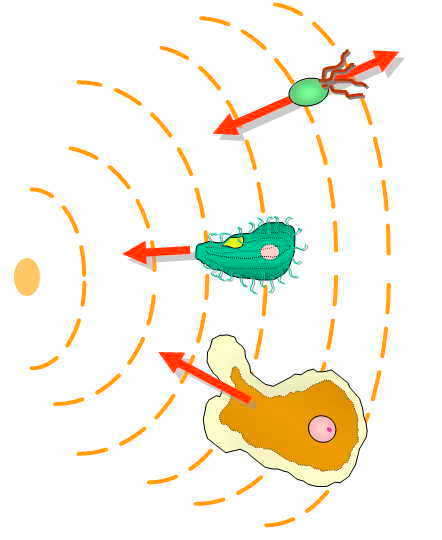
原核生物と真核生物の濃度勾配感知の違い

真核生物の化学走性機構は細菌のそれとはまったく異なっているが、化学物質の濃度勾配を感知することが決定的に重要である点は同様である。原核生物は大きさに制限があるため、濃度勾配をうまく検知することができない。そのためつねに泳ぎ回って（直線的泳ぎとタンブルの繰り返しによって）自己の環境をスキャン・評価している。原核生物とは対照的に真核生物は濃度勾配検知を行えるだけの十分な大きさがあり、化学受容体が動的・局在性に分布している。化学誘引物質や忌避物質によってこの受容体が誘導されることで、走化性物質に向かって移動したりそれから逃げたりすることになる。      
受容体や細胞内シグナル伝達経路、効果器メカニズムの進化の違いが、すべて多様な真核生物の化学走性機構にかかわっている。真核単細胞生物ではアメーバ運動と繊毛（あるいは真核生物鞭毛）が主な効果器である（たとえばアメーバやテトラヒメナ）。より進化した脊椎動物由来の真核細胞の中にも、免疫細胞のように必要とされる場所へ移動するものがある。免疫担当細胞（顆粒球、単球、リンパ球）以外にも、従来は組織中に固定されていると考えられていた多くの細胞が特定の生理的（正常な）条件下（肥満細胞、線維芽細胞、血管内皮細胞）や病理学的（病的な）条件下（転移など）で移動することがわかっている。走化性は胚発生の初期段階においても胚葉の発達がシグナル分子の濃度勾配に誘導されて起きるという点で重要な意味を持っている。

### 運動性
細菌の走化性とは対照的に、真核細胞が移動するメカニズムは解明が不十分である。外部からの走化性濃度勾配を感知する機構が存在するらしく、それが細胞内のホスファチジルイノシトール三リン酸（PIP3）という物質の濃度勾配となり、シグナル伝達によって最終的にアクチンフィラメントの重合が起きる。アクチンフィラメントの＋端（成長する側、アクチンの項を参照）は様々なペプチドを通じて細胞膜の内側と連結し、仮足を形成する。PIP3の産生がDOCK2と呼ばれるタンパク質の細胞膜への集積を起こし、さらにホスファチジン酸というリン脂質が産生されDOCK2と結合することで仮足形成が効率的に進むことが明らかになっている。
真核細胞の繊毛も化学走性を起こす。この場合は主にCa2+（カルシウムイオン）依存性に、基底小体と9+2構造の微小管からなるシステムが繊毛運動を誘導される。数百に及ぶ繊毛が、基底小体相互間に作られた細胞膜下のシステムによって協調運動を行うが、シグナル伝達経路の全容は未解明である。

#### 走化性と関連した移動反応

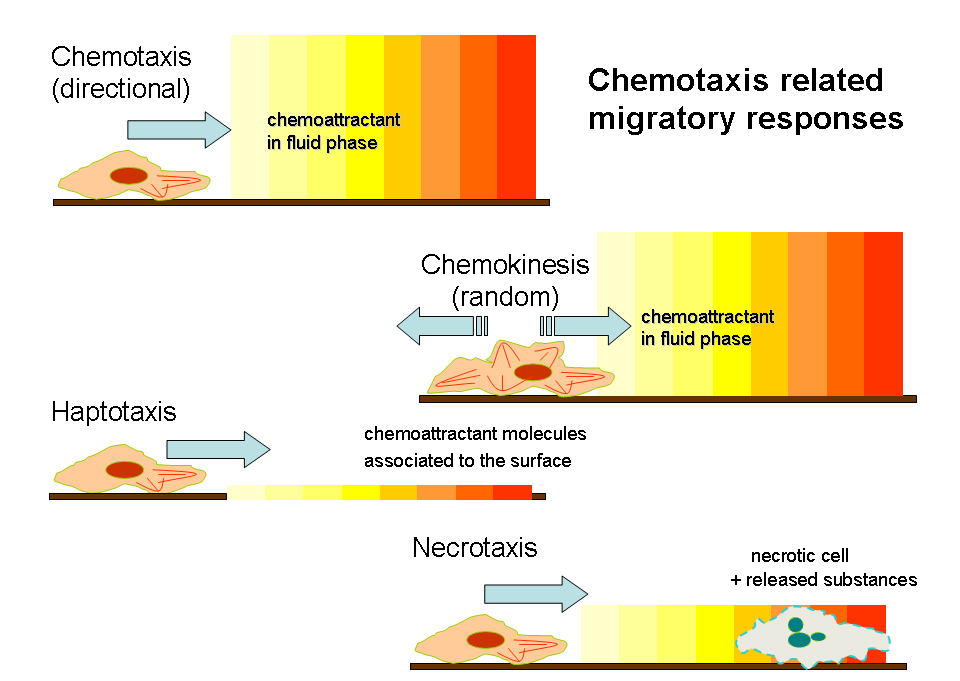
走化性に関連した移動反応。1段め：走化性運動。2段め：ケモキネシス反応（動きがランダム）。3段め：ハプトタキシス。4段め：ネクロタキシス。

走化性は移動形態の中ではもっとも研究が進んでいるが、細胞レベルの運動形態は他にもいくつかある。
- ケモキネシスは外部の液体中の分子によって引き起こされる運動だが、この反応には方向性がなくランダムな運動となる。二点間の移動というよりも自己の周囲をスキャンするという行動なので、この運動は規模も頻度も特徴的ではなく、また方向性もない。
- ハプトタキシスは走触性ともいい、走化性では化学誘引物質が溶液中の濃度勾配で与えられるのに対して、細胞表面に提示または結合する。最も一般的に走触性の活性化を示す例は細胞外マトリクスであり、これが受容体にリガンドとして結合することで血管の内皮細胞を通過して細胞移動や血管新生を誘導する。
- ネクロタキシスは走化性の特殊なタイプで、化学誘引物質が壊死細胞やアポトーシス細胞から放出される場合に起こるものをさす。

放出される物質の化学特性によって細胞が集積する場合も遠ざかる場合もあり、生理学的・病理学的な意義はその点にある。

### 受容体
たいていの場合、真核細胞が走化性刺激の存在を感知するのは7回膜貫通型三量体Gタンパク質共役受容体を介してである。 この受容体のグループは非常に多く、ゲノム中のかなりの部分を占めている。この遺伝子スーパーファミリーの中には視覚のために使われたり（ロドプシン）嗅覚に使われたりするもの（嗅覚受容体）もある。
走化性受容体に特化したものとしてはホルミルペプチド受容体、ケモカイン受容体（CC受容体とCXC受容体）、ロイコトリエン受容体などがあるが、これ以外の多くの膜受容体（アミノ酸受容体、インスリン受容体、血管作動性ペプチド受容体など）も細胞の移動を引き起こす。

### 走化性リガンド

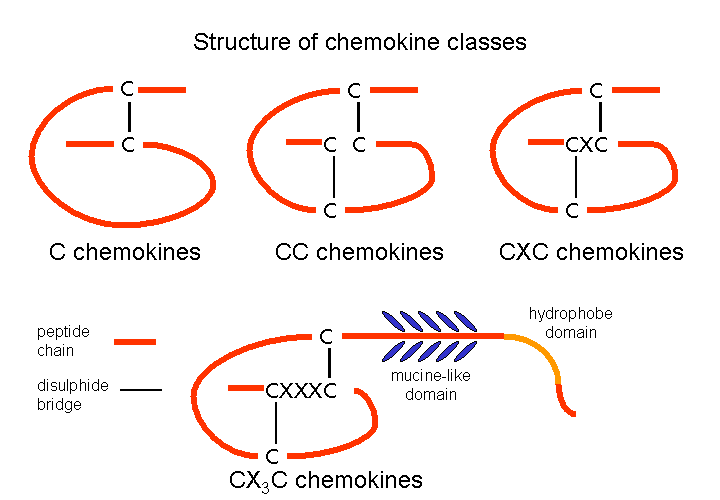
種々のケモカインクラスの構造

走化性反応を惹起しうる分子の数はかなり多いが、一次走化性分子と二次性走化性分子に分けることができる。一次性リガンドの主なグループとしては以下のものがあげられる：
- ホルミルペプチドはバクテリア由来でアミノ酸2、3、4残基のペプチドである（N末端および開始コドンの項を参照）。これらは生体内で細菌の細胞が分解すると放出される。主なものとしてN-ホルミルメチオニルロイシルフェニルアラニン（fMLPあるいはfMLFと略される）。細菌由来のfMLPは好中球や単球に対して特異的な化学誘引効果をもっており、炎症反応で主要な役割を果たす。
- 補体C3aおよびC5aは補体経路の中間産物である。 これらは補体系の3つの経路（古典経路、副経路、レクチン経路）でそれぞれ転換酵素によって合成される。走化性因子としてのC3aとC5aの主な標的も好中球と単球である。
- ケモカインはサイトカインの特殊なグループの一つである。ケモカイングループ(C, CC, CXCおよびCX3Cケモカイン)は独特なジスルフィド結合の配列を持った構造的に関連がある異なる分子というだけでなく、それぞれの標的とする細胞もそれぞれ異なっている。CCケモカインは（RANTESのように）単球に作用し、CXCケモカインは（IL-8のように）好中球に特異的に作用する。

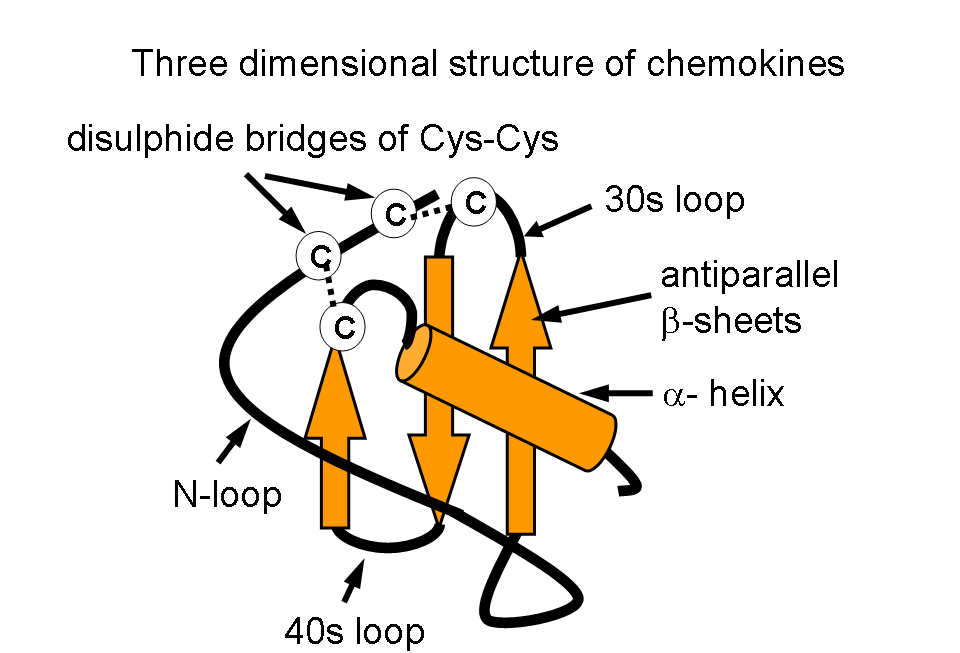
ケモカインの三次構造

ケモカインの三次構造の解析により、βシートとαヘリックスの特徴的な構成がケモカイン受容体との相互作用に必要な配列を表現しているのがわかる。IL-8などのケモカインでは、二量体が形成され生物活性が増強していることが結晶学的に示されている。   
- ロイコトリエンはエイコサノイドの一種であり、アラキドン酸カスケードで5-リポキシゲナーゼによって合成される脂質メディエーターである。主要な産物であるロイコトリエンB4（LTB4）は白血球の接着、化学走性および凝集を誘発するが、炎症やアレルギー反応時に高度に発現するロイコトリエン受容体（7回膜貫通型Gタンパク共役受容体）を通じて走化性反応を起こす。

## 臨床的意義
細胞遊走能の変化は、ある種の臨床症状や症候が現れるうえで相対的に重要な意味を持っている。
また大腸菌などの細胞外病原体でもリステリアなどの細胞内病原体でも走化性活性が変化することは、それ自体が臨床上の治療標的であるという意味がある。すなわちこれらの微生物が持つ内因性の走化性能を薬剤によって修飾することで、感染率や感染症の拡大を低減あるいは抑制できる可能性がある。
感染症以外でも、走化性の障害が主な病因である疾患、たとえばチェディアック・東症候群（細胞内に生じる巨大な顆粒のために、細胞の正常な移動能が抑制される）などがある。
| 疾患のタイプ                   | 走化性の亢進                                                             | 走化性の減弱                                 |
| ------------------------------ | ------------------------------------------------------------------------ | -------------------------------------------- |
| 感染症                         | 炎症                                                                     | エイズ, ブルセラ症                           |
| 走化性が原因となって起こる疾患 | -                                                                        | チェディアック・東症候群, カルタゲナー症候群 |
| 走化性に影響を与える疾患       | アテローム性動脈硬化症, 関節炎, 歯周炎, 乾癬, 虚血性再灌流障害, 転移性癌 | 多発性硬化症, ホジキン病, 男性不妊           |
| 中毒                           | アスベスト, ベンゾピレン                                                 | 水銀塩, クロム塩, オゾン (O3)                |

## 数学モデル
いくつかの、以下のような因子の差に依存した数学モデルが考案されてきた：
- 細胞移動（細菌の泳ぎ、真核単細胞の繊毛運動およびアメーバ様運動）の違い
- リガンドとして働く物質の物理化学的特性（拡散など）
- リガンドの生物学的特性（誘引性、中性、忌避性）
- 走化性評価のために採用されたアッセイ（測定）系（培養時間、濃度勾配の作成および安定性）
- その他細胞移動に直接、間接の影響を及ぼす環境因子（光、温度、磁界など）

上記のような因子の相互作用のために、走化性の数学モデルの解法はかなり複雑なものになるが、走化性による直線的な運動の基本的現象を表現することは可能である。 
実際に、地点ごとに異なる走化性誘引物質の濃度を{\displaystyle \varphi }、その濃度勾配を{\displaystyle \nabla \varphi }とすると、走化性によって起きた細胞の流れ{\displaystyle J}は次の式で表現される：{\displaystyle J=\chi C\nabla \varphi }、ここで{\displaystyle C}はその地点の細胞密度、{\displaystyle \chi }はいわゆる'走化性係数'である。しかし注意しないといけないが、多く場合{\displaystyle \chi }は定数ではなく、化学誘引物質濃度{\displaystyle \varphi }の減少関数：{\displaystyle \chi (\varphi )}である。

## 研究の文献への反映

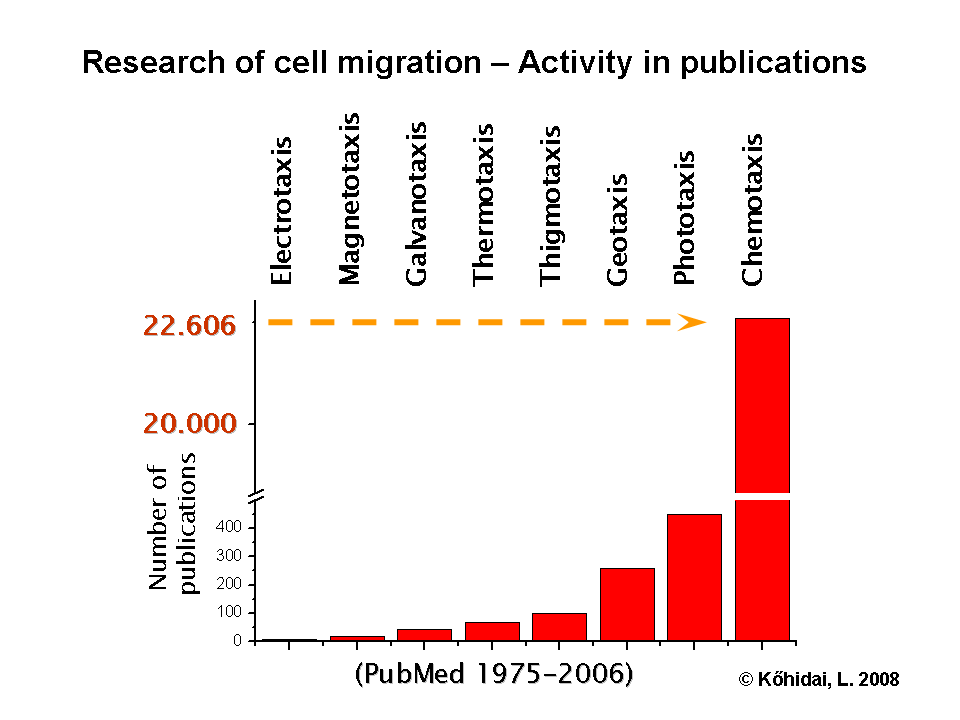
細胞移動の研究における発表の勢い：横軸は分野（左から走電性、走磁性、電気走性、温度走性、接触走性、走地性、走光性、走化性、縦軸は出版された文献数

走化性研究の歴史の節で記されているように、細胞移動の研究には古典的および現代的な技術のそれぞれを補完的に適応することが求められる。この分野では、基礎研究および応用科学に新たで貴重なデータを提供することが可能である。以上のことから、この20-25年の間に走化性現象そのものを取り上げた文献発表の数は増加している。それでも他分野、遺伝学・生化学・細胞生理学・病理学および臨床医学などで発表された文献でも、細胞移動やとりわけ細胞の走化性についてのデータが混じっていることがある。細胞移動研究への興味関心は走化性以外の走性（温度走性、走地性、走光性など）へのそれと軌を一にするものだが、それでも走化性研究の割合が飛びぬけて高いことは、これが生物学と医学の両方で特筆すべき重要性を持っていることの証である。

## 走化性の測定
細胞の走化性能やリガンドの走化性誘引・忌避の性質を評価するためのさまざまな技術が可能となっている。
基本的に測定が必要なものは以下のとおり：
- 濃度勾配が比較的速やかに作成され系の中で長時間安定しているかどうか
- 走化性能とケモキネシス能が区別できること
- 細胞移動が濃度勾配の軸に対して自由に進んだり後退したりできているか
- 検出された反応が真に細胞移動によるものかどうか

理想的な走化性アッセイというものはまだ可能ではないが、上記のような状態にかなり合致できるための実験プロトコル（手順）や装置が準備されている。最もよく使用されるものを以下の表に示した：
| アッセイのタイプ | 寒天培地法       | 2チャンバー法 | その他                                          |
| ---------------- | ---------------- | --- | ----------------------------------------------- |
| 例               | - PPチャンバー法 | - ボイデンチャンバー - ジグモンドチャンバー - ダンチャンバー - マルチウェルチャンバー - 白血球移動能測定法（LMCT） | - Tメイズ法 - 遊色効果法 - オリエンテーション法 |